# 千田彰
千田 彰（せんだ あきら、1948年6月2日 -）は、日本の歯科医師・歯学者。愛知学院大学歯学部保存修復学講座（歯科保存学第一講座）教授。接着歯学、レーザー歯学、審美歯学の分野で知られる。

## 経歴
1973年に愛知学院大学歯学部卒業、以後同大学歯科保存学第一講座にて助手、講師を務め、1995年より同講座教授。
1983年に愛知学院大学より歯学博士の学位を得る。論文の題は「印象の変形に関する研究 : ホログラフィーの応用」。

## 著作
- 千田彰 他 編『歯髄これでも残す こうして残す』デンタルダイヤモンド社〈デンタルダイヤモンド増刊号〉、1995年11月。
- 千田彰 他 編『私の接着臨床 いま接着は……その活用と評価』デンタルダイヤモンド社〈デンタルダイヤモンド増刊号〉、1996年8月。
- 千田彰 他 編『The GIC 新世代材料…グラスアイオノマーの臨床』デンタルダイヤモンド社〈デンタルダイヤモンド増刊号〉、1997年9月。
- 千田彰、村岡秀明、椎木一雄、伊藤公一、財部洋 編『臨床のレベルアップPOINTまずは60』デンタルダイヤモンド社、2000年1月5日。ISBN 978-4885100970。
- 千田彰、松田治、有本憲弘『前歯のう蝕治療』口腔保健協会〈デンタルテクニックスシリーズ21〉、2000年9月5日。ISBN 978-4896051643。
- 千田彰 編『審美歯科21 個性・健康美の創造を求めて』デンタルダイヤモンド社〈デンタルダイヤモンド増刊号〉、2001年4月1日。ISBN 978-4885107160。
- 千田, 彰、新谷, 益、望月, 廣 編『ドクターの目にやさしい歯科医療を求めて』デンタルダイヤモンド社〈デンタルダイヤモンド増刊号〉、2001年8月1日。ISBN 978-4885107207。
- 熊谷崇 著、千田, 彰、村岡, 秀; 今井, 文 ほか 編『熊谷崇 はじめに予防ありき』デンタルダイヤモンド社〈臨床の達人4〉、2003年4月1日。ISBN 978-4885109126。
- 千田, 彰、三浦, 宏之、南, 清和 ほか 編『審美修復 ここが知りたいQ46』デンタルダイヤモンド社〈デンタルダイヤモンド増刊号〉、2005年7月1日。ISBN 978-4885109690。
- 秋元芳明、池田英治、伊藤公一、嶋田昌彦、須田英明、千田彰、前田隆秀 著、藤井彰 編『歯科領域における偶発症の予防とその対策』クインテッセンス出版、2005年12月10日。ISBN 978-4874178836。
- 監修 田上順次、千田, 彰、奈良, 陽一郎 ほか 編『保存修復学21』（第3版）永末書店、2006年3月30日。ISBN 978-4-8160-1165-8。
- 平井, 義人、寺中, 敏夫、寺下, 正道 ほか 編『保存修復学』（第5版）医歯薬出版、2007年4月10日。ISBN 978-4263456064。
- 平井, 義人、千田, 彰、津田, 忠政 編『症例でみる歯科用レーザーの有効活用』ヒョーロン・パブリッシャーズ〈日本歯科評論増刊〉、2008年10月1日。
- 千田彰、寺下正道、田上順次、奈良陽一郎、宮崎真至、片山直 編『保存修復クリニカルガイド』（第2版）医歯薬出版、2009年11月10日。ISBN 978-4263456330。
- 千田彰 著「Part2　臨床家・大学人18人の“私の臨床でのコンポジットレジン修復ダイジェスト” 10　MIと審美的な接着修復」、ザ・クインテッセンス編集部 編『YEAR BOOK 2011 日常臨床で必ず使えるコンポジットレジン修復の一手』クインテッセンス出版〈ザ・クインテッセンス別冊〉、2011年1月10日。ISBN 978-4781201801。
- 監修 田上順次、千田, 彰、奈良, 陽一郎 ほか 編『保存修復学21』（第4版）永末書店、2011年4月1日。ISBN 978-4-8160-1221-1。
- 冨士谷盛興、千田彰 編『象牙質知覚過敏症 : 目からウロコのパーフェクト治療ガイド』医歯薬出版、2011年9月。ISBN 9784263461099。 NCID BB06915818。

## 所属団体
- 日本歯科保存学会 常任理事[5]、第129回大会長[6]、指導医[7]、専門医[8]
- 日本歯科審美学会 会長[9]、認定医[10]
- 日本接着歯学会 常任理事[11]、第23回大会長[12]、認定医[10]
- 日本レーザー歯学会 理事[13]、第22回大会長[14]、指導医[10]、認定医[10]
- 日本歯科医学教育学会 理事[15]
- 日本歯科理工学会[2]
- 日本口腔衛生学会[2]
- 愛知学院大学歯学会 幹事[2]

- アジア歯科審美学会 常任理事[10]
- 国際歯科学士会 国際理事[10]
- 国際歯科審美学会 常任理事[10]
- 国際歯科研究学会[2]
- Academy Of Operative Dentistry 会員[10]